# De Frogers: Helemaal Heppie
De Frogers: Helemaal Heppie is een Nederlands televisieprogramma dat vanaf 22 oktober 2009 tot 10 december 2009 te zien was op RTL 4.

## Opzet
Het programma is een reality-programma, waarin de familie Froger te zien is als zij zich inzetten voor Stichting Heppie. Deze organisatie verzorgt vakantie voor kinderen die normaal gesproken niet op vakantie zouden gaan. De familie leeft gedurende vier weken in een camper en een tent en helpt dagelijks bij de vakantieweken.
De themazang, Zo Heppie, is gezongen door René, Didier, Maxim & Danny Froger en komt op 6 november 2009 uit als single. Met steun van de Sponsor Bingo Loterij en de familie Froger wil de stichting Heppie een permanent hotel bouwen, in plaats van de kinderen in zomerkampen onder te brengen. De familie Froger zorgt ervoor dat Hotel Heppie voorzien wordt van bedden, servies, speelgoed, computers en meer. Op 16 juni 2011 gaat de eerste schop in de grond van het Heppie Hotel. René en zijn vrouw Natasja zullen daarbij aanwezig zijn. Het is de bedoeling dat medio 2012 de eerste kinderen kunnen worden ontvangen.

## Hitnotering
| "Zo Heppie!" in de Nederlandse Top 40 - binnen: 02-01-2010 | "Zo Heppie!" in de Nederlandse Top 40 - binnen: 02-01-2010 | "Zo Heppie!" in de Nederlandse Top 40 - binnen: 02-01-2010 | "Zo Heppie!" in de Nederlandse Top 40 - binnen: 02-01-2010 | "Zo Heppie!" in de Nederlandse Top 40 - binnen: 02-01-2010 |
| Week                                                       | 1                                                          | 2                                                          | 3                                                          |                                                            |
| ---------------------------------------------------------- | ---------------------------------------------------------- | ---------------------------------------------------------- | ---------------------------------------------------------- | ---------------------------------------------------------- |
| Nummer                                                     | 26                                                         | 24                                                         | 37                                                         | uit                                                        |

## Afleveringen
| Aflevering | Datum      |
| ---------- | ---------- |
| 1          | 22-10-2009 |
| 2          | 29-10-2009 |
| 3          | 05-11-2009 |
| 4          | 12-11-2009 |
| 5          | 19-11-2009 |
| 6          | 26-12-2009 |
| 7          | 03-12-2009 |
| 8          | 10-12-2009 |